# Daniel Skatar
Daniel Skatar (Capodistria, ...) è un poeta e procuratore sportivo croato, in precedenza iugoslavo.

## Biografia
Daniel Skatar nasce a Capodistria, in Slovenia, nell'allora Iugoslavia. Si diploma tecnico in economia nella Repubblica di Slovenia e prosegue l’iter formativo presso l’Università degli Studi di Trieste dove si laurea consolidando la materia. 
Oltre alle lingue delle aree dell'ex Cecoslovacchia e dell'ex Iugoslavia (tranne il macedone), parla correntemente anche lo spagnolo, l'inglese e l'italiano, lingua, quest'ultima, in cui compone versi. Nel 2018, la sua raccolta di poesie Zircone è selezionata nella cinquina finalista del Carver, il contropremio dell'editoria italiana. Risiede da molti anni in Slovacchia. È il fratello maggiore del giocatore di pallamano Michele Skatar.

## Opere

### Poesia
- Aspartame, prefazione di Giuseppe Manitta, Catania, Il Convivio Editore, 2024, ISBN 978-88-32747-16-4
- EUgoslavia , Massa, Transeuropa Edizioni, 2021, ISBN 978-88-31249-69-0 - (silloge inedita 2ª classificata al Premio Internazionale Nika Turbina, 2019)
- Collezione di dischi volanti, prefazione di Antonio Bux, San Giorgio del Sannio, RPlibri, 2019, ISBN 978-88-85781-15-3 - (premio presidente della giuria G. A. Cibotto, 2020)
- Zircone , Pasian di Prato, Campanotto Editore, 2018, ISBN 978-88-45616-34-1 - (cinquina del Contropremio Carver, 2018)
- Paroliere , Pasturana, puntoacapo Editrice, 2016, ISBN 978-88-98224-51-7 - (premi Franz Kafka Italia ® e Locanda del Doge - Antica Corte Frassino, 2016)
- Pallapoesia , Roma, Europa Edizioni, 2013, ISBN 978-88-68540-16-6 - (premio speciale della giuria Il Sigillo di Dante, 2014)
- L'incondizionato amore compassionevole seminato - «Leone di Muggia 2011»
- L'abbandono dei pensieri nella carne - «Targa Apice al merito poetico 2011»
- Clinica - «Kriterion 2009»
- La città della pioggia - «Istria Nobilissima 2000»
- Sentimento monocarpico alla liquirizia - «Racioppi Alibrandi 1999», Unione Nazionale Scrittori, Roma

Nel 2016 gli è stato assegnato il premio FRANZ KAFKA ITALIA.

## Negoziazioni nel mondo della pallamano

### Una selezione minima di giocatori convocati dalle proprie Nazionali
| Data        | Nazionale | Giocatore                | Ruolo            | Club precedente           | Nuovo club                   | Curiosità |
| ----------- | --------- | ------------------------ | ---------------- | ------------------------- | ---------------------------- | --- |
| Estate 2006 | Italia    | Michele Skatar           | terzino destro   | Pallamano Trieste         | TSG Ludwigshafen-Friesenheim | è il primo azzurro ad aver giocato in Bundesliga e aver raggiunto la finale di una competizione europea (EHF Cup 2012/2013) |
| Estate 2011 | Croazia   | Tomislav Milinković      | portiere         | RK NEXE Našice            | Riihimäki Cocks              | è il primo giocatore di pallamano croato ad aver giocato nella Lega Baltica (Baltic Handball League) |
| Estate 2013 | Croazia   | Tomi Vozab               | centrale         | RK NEXE Našice            | Cernay Wattwiller Handball   | convocato all'All-Star Game 2017 tra le stelle straniere del campionato francese |
| Estate 2014 | Polonia   | Michał Szyba             | terzino destro   | KS Azoty Puławy           | RK Gorenje Velenje           | è il primo polacco ad aver giocato nel campionato sloveno. Medaglia di bronzo al Mondiale in Qatar 2015. MVP della finale per il terzo posto vinta sulla Spagna                                                                                         |
| Estate 2015 | Estonia   | Andris Celminš           | terzino destro   | Valga Käval               | RK Gorenje Velenje           | è il primo estone ad aver giocato nel campionato sloveno e nella Lega SEHA (South East Handball Association) |
| Estate 2016 | Moldavia  | Igor Chiseliov           | terzino sinistro | GFC Ajaccio               | HC SPORTA Hlohovec           | è il primo moldavo ad aver giocato nel campionato slovacco |
| Estate 2017 | Lituania  | Skirmantas Plėta         | ala sinistra     | Handballclub Einsiedeln   | Caen Handball                | |
| Estate 2017 | Cipro     | Christophoros Nungovitch | portiere         | Montélimar-Cruas Handball | HKM Šaľa                     | è il primo cipriota ad aver giocato nei campionati francese e slovacco. Oltre a essere l'unico giocatore di pallamano professionista dell'isola, è anche l'unico sportivo cipriota ad aver vinto una competizione europea (EHF Challenge Cup 2011/2012) |
| Estate 2017 | Lettonia  | Raivis Gorbunovs         | terzino sinistro | Ludzas SK Latgols         | HKM Šaľa                     | è il primo lettone ad aver giocato nel campionato croato |
| Estate 2018 | Lettonia  | Raivis Gorbunovs         | terzino sinistro | HKM Šaľa                  | RK Umag                      | è il primo lettone ad aver giocato nel campionato croato |